# Cá heo mõm dài
Delphinus capensis là một loài động vật có vú trong họ Delphinidae, bộ Cetacea. Loài này được Gray mô tả năm 1828.
Loài cá heo này có phạm vi phân bố rời rạc ở các khu vực ven biển trong các đại dương ôn đới và ấm hơn. Phạm vi hân bố bao gồm các bộ phận của miền tây và miền nam châu Phi, phần lớn Tây Nam Mỹ, trung bộ California đến trung tâm Mexico, ven biển Peru, khu vực xung quanh Nhật Bản, Hàn Quốc và Đài Loan, và có thể gần Oman. Một số cá thể lang thang đã được ghi nhận xa về phía bắc tận đảo Vancouver. Chúng sinh sống ở vùng nước cạn, nhiệt độ ấm hơn gần bờ biển. Chúng cũng sống ở các vùng nhiệt đới và cận nhiệt đới.

## Hình ảnh

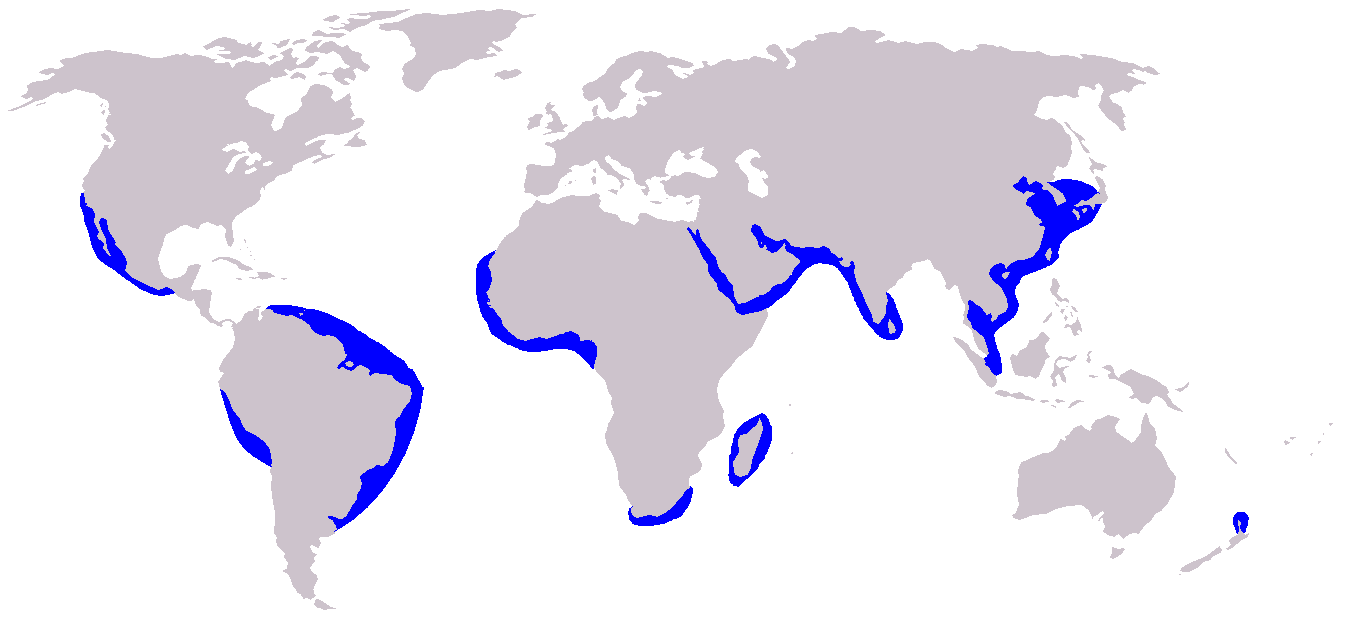
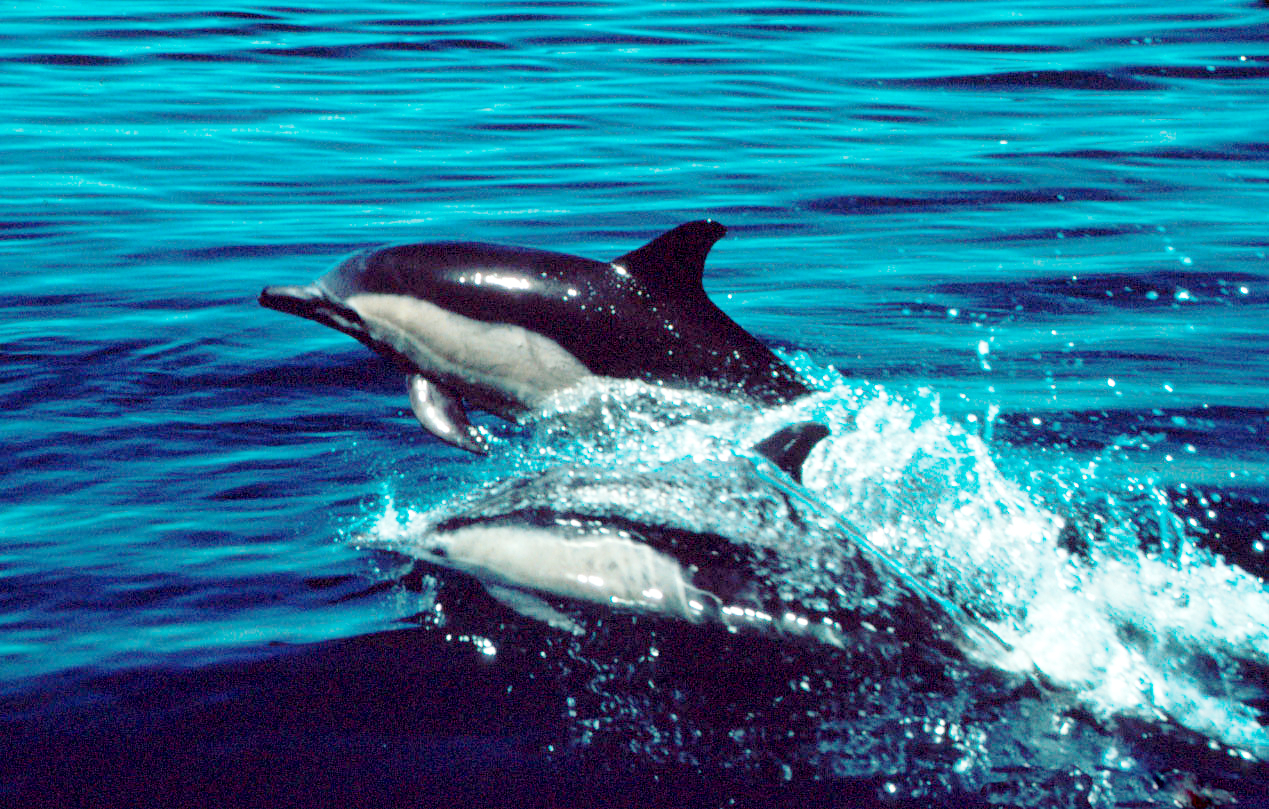
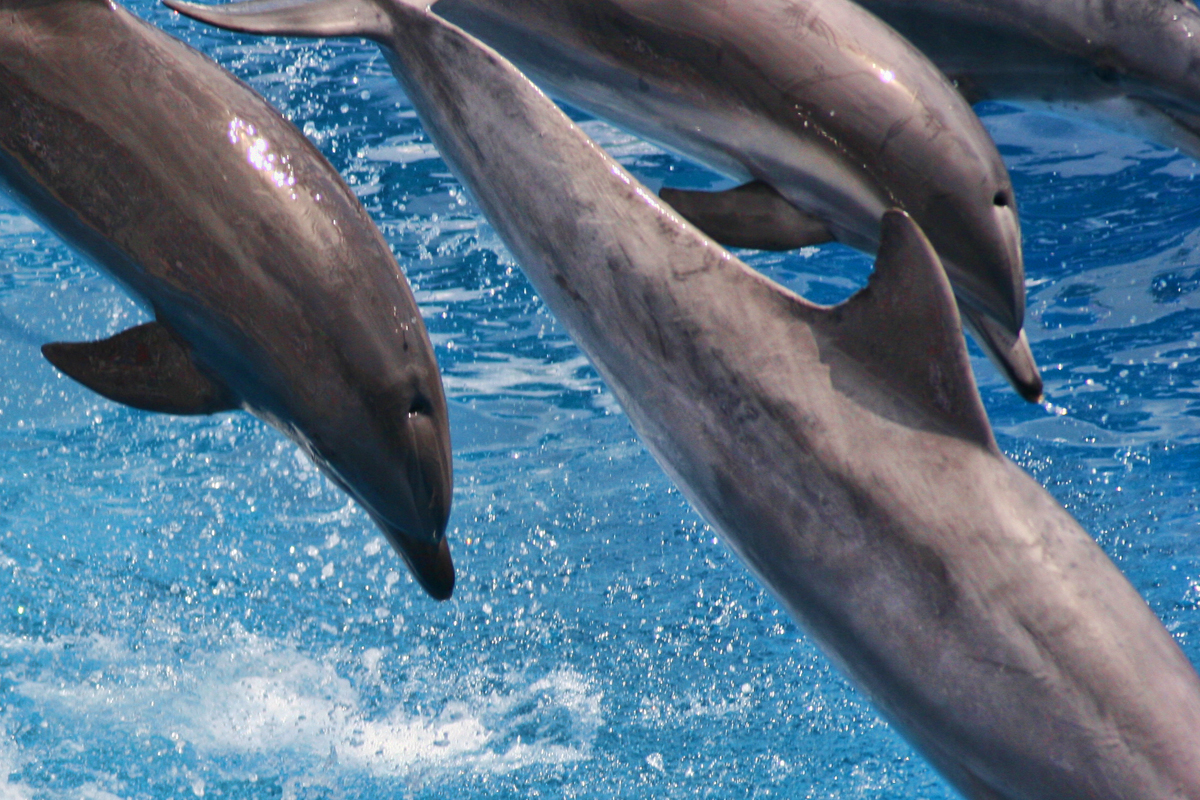